# گی‌یم مورالس
گی‌یم مورالس (کاتالونیایی: Guillem Morales؛ زادهٔ ۱۹۷۵) یک کارگردان و فیلمنامه نویس اهل اسپانیا، برنده جایزه بفتا است.  وی بیشتر به خاطر کارگردانی فیلم زنبور 2024  و همچنین نویسندگی و کارگردانی فیلم میهمان ناخوانده 2004 و چشمان جولیا 2010 شناخته شده است. در 1975 در شهر بارسلونای اسپانیا به دنیا آمد. تحصیلات وی مربوط به تاریخ هنر در دانشگاه بارسلونا بود که سپس گرایش خود را به فیلم تغییر داد. در سال 1999 نخستین فیلم کوناه خود را تحت عنوان اتاق پشتی ساخت که برنده جوایز بسیاری شد که یکی از معتبرین آنها جوایز گویا بود. دومین فیلم لو، قسمت بالای پایین نام داشت که در سال 2002 ساخته شد. در سال 2010 به لندن نقل مکان کرد و همی اینک در آنجا زندگی و کار می کند.

پوستر فیلم میهمان ناخوانده 2004

## فیلم شناسی
مورالس اولین کارگردانی خود را با فیلم مهمان ناخوانده (El Habitante Incierto) در سال 2004 بر اساس فیلمنامه خودش و با بازی آندونی گراسیا و مونیکا لوپز انجام داد. این فیلم در 21 اکتبر 2004 در جشنواره بین‌المللی فیلم کاتالونیا سیتگز به نمایش درآمد و مونیکا لوپز برنده جایزه بهترین بازیگر زن شد. این فیلم همچنین برنده بهترین فیلم در جشنواره فانت بیلبائو شد. در بیستمین جوایز گویا، مورالس نامزد بهترین کارگردان جدید شد. فیلم بعدی مورالس، چشمان جولیا (Los Ojos de Julia) در سال 2010 نیز یک فیلم مهیج ترسناک بود. این فیلم توسط گیلرمو دل تورو تولید شد و بلن روئدا در آن نقش آفرینی کرد.مورالس با همکاری اوریول پائولو فیلمنامه را نوشته است. این فیلم در 20 اکتبر 2010 در اسپانیا به نمایش درآمد.[13] در بریتانیا توسط Optimum Releasing در 20 مه 2011، و در استرالیا توسط Umbrella Entertainment در 2 ژوئن 2011 منتشر شد. در اواخر سال 2022، مورالس اولین فیلم انگلیسی زبان خود را به نام The Wasp، نوشته برنده جایزه اولیویه مورگان لوید مالکوم و با بازی نائومی هریس نامزد اسکار و ناتالی دورمر کارگردانی کرد. این فیلم در باث فیلمبرداری شده است و قرار است در سال 2024 اکران شود. مورالس به عنوان کارگردان به فیلم های دیگر نیز پیوسته است. یکی از آنها اقتباس از رمان برادر اثر آنیا اهلبورن است.   فیلمنامه توسط فرد استریدوم نوشته شده است.
مورالس در سال 2016 نمایشنامه تلویزیونی سه قسمتی «افول و سقوط» را کارگردانی کرد که بر اساس رمانی از ایولین واو ساخته شده بود. جک وایتهال، دیوید ساچت، ایوا لونگوریا، داگلاس هاج، استفان گراهام، و وینسنت فرانکلین، از دیگر بازیگران این نمایش بودند. این محصول که توسط جیمز وود تولید شد، از 31 مارس تا 14 آوریل 2017 از شبکه BBC One پخش گردید و اولین اقتباس تلویزیونی از یک کتاب بود. این سریال تا حد زیادی بازخوردهای مثبتی دریافت کرد: آلستر مک‌کی از ایونینگ استاندارد آن را «با ظرافت ساخته‌شده و بی‌نقص» خواند.
در سال 2017 مورالس یک مینیاتوریست سه قسمتی را کارگردانی کرد که اقتباسی از رمان مینیاتوریست جسی برتون بود. این اقتباس توسط جان براونلو نوشته شده و توسط The Forge در ارتباط با BBC و Masterpiece تولید شده است. این سریال در لوکیشن در لیدن در هلند و همچنین در بریتانیا فیلمبرداری شد. آنیا تیلور جوی، رومولا گارای، الکس هاسل، هیلی اسکوایرز، پاپا اسیدو و امیلی برینگتون در آن ایفای نقش کرده‌اند و در 26 دسامبر 2017 پخش شد.
مورالس در سال 2018 «پرونده اسرارآمیز آگاتا کریستی» را کارگردانی کرد که قسمتی از سریال تلویزیونی Sky Myths شهری بود. این قسمت توسط پل دولان و ابیگیل ویلسون نوشته شده است و بازیگران آن شامل بیل پترسون، رزی کاوالیرو، آنا مکسول مارتین، آدریان اسکاربورو، مارک بونار و غیره می‌شوند. اولین قسمت این سریال، در 12 آوریل 2018 پخش شد.
در سال 2019 مورالس به اسپانیا بازگشت تا سه قسمت اول تاکستان (La Templanza) را کارگردانی کند. این سریال، یک مجموعه درام دوره‌ای بر اساس رمانی از ماریا دوئناس و تهیه‌شده توسط Buendia Estudios برای Amazon Prime Video است که از جمله بازیگران آن می‌توان به لئونور واتلینگ، رافائل نووا، امیلیو گوتیرز کابا. ، ناتانیل پارکر، رائول بریونس، اسمرالدا پیمنتل، مونیکا هوارته، الخاندرو دلا مادرید و خوانا آکوستا اشاره کرد. اولین قسمت این سریال نیز در 26 مارس 2021 منتشر شد.

## کتاب ها
مورالس کار خود را به عنوان یک فیلمساز و کارگردان تلویزیونی با نقش نویسنده ترکیب کرده است. او تا به امروز دو رمان تخیلی با پلازا و جینز منتشر کرده است. اولین رمان، El Accidente de Lauren Marsh (حادثه لورن مارش)، در سال 2020 منتشر شد. این کتاب در سال 2020 برنده جایزه یادبود سیلوریو کانادا برای بهترین رمان اول در نوآر اسپانیایی بود.  رمان دوم، La Hora del Lobo (شب گرگ)، در سال 2022 منتشر شد. 

### تئاتر و نمایش
مورالس در سال 2017 رمان معروف فرانکشتاین اثر مری شلی را برای روی صحنه تئاتر ملی کاتالونیا اجرا کرد. این نمایش برای اولین بار در 15 فوریه 2018 در بارسلونا به نمایش درآمد و تا 25 مارس 2018 ادامه داشت. نمایش فرانکشتاین بسیار موفق بود و هر شب تمامی بلیط‌های سالن فروخته می‌شدند. این اثر توسط کارمه پورتسلی کارگردانی شد و آنجل لاسر در نقش فرانکنشتاین و جوئل جوآن در نقش هیولا بازی کردند. فرانکنشتاین اولین تلاش مورالس برای نوشتن برای تئاتر بود و تنها باری است که تا کنون در حرفه‌اش به زبان مادری‌اش، کاتالان، نمایشنامه نوشته است. این پروژه به دلیل دوستی طولانی و تمایل آنها به همکاری توسط کارمه پورتسلی به مورالس پیشنهاد شد. 
مورالس در کنفرانس مطبوعاتی اظهار داشت که "فرانکنشتاین در واقع دو داستان در یک داستان است: داستان خالق که در نور آغاز می‌شود و در تاریکی به پایان می‌رسد؛ و داستان مخلوق که در تاریکی شروع می‌شود و در روشنایی به پایان می‌رسد. موجوداتی که با اینکه از یکدیگر متنفرند، با پیوند آفرینش متحد شده‌اند». مورالس به بحث در مورد جنبه پرومته‌ای دکتر فرانکنشتاین علاقه‌مند نبود، بلکه به قدرت طبیعت علاقه‌مند بود و اظهار داشت که "راز آن بالا نیست، بلکه در رحم زن است" و همچنین توضیح داد که " تراژدی واقعی، بی‌مسئولیتی فرانکنشتاین در رها کردن مخلوق است.» جما مورالدا در بررسی گسترده خود این جنبه را مورد توجه قرار داد و اظهار داشت که کار مورالس «از بدیهی‌ترین تفسیر دور شده تا شاید با بیشترین تفسیر مواجه شود.» 